# Léon Alpsteg
Léon Alpsteg (* 12. September 1928 in Bonneville; † 21. Juli 2010) war ein französischer Fußballspieler.

## Karriere
Der 170 Zentimeter große Rechtsaußen kam 1948 zum Erstligisten AS Saint-Étienne, wo sein älterer Bruder René Alpsteg, der auch Nationalspieler war, bereits seit 1944 spielte. Am 22. August 1948 debütierte der damals 19-Jährige Léon bei einer Begegnung gegen den Stade Reims in der höchsten französischen Spielklasse. Dem folgten unter Trainer Ignace Tax zunächst sporadisch weitere Einsätze, bis er 1949 an den Zweitligisten Olympique Alès verliehen wurde. Bei Alès stellte er während der Saison 1949/50 eine feste Größe im Team dar und konnte mit zehn Treffern auch als Torjäger auf sich aufmerksam machen. Nach seiner Rückkehr zu Saint-Étienne stand er für einige Zeit regelmäßig in der ersten Elf, wurde dann aber zunehmend verdrängt und verließ den Verein 1952. 
Mit SO Montpellier war es ein weiterer Erstligist, der ihn 1952 unter Vertrag nahm. Allerdings spielte Alpsteg bei diesem kaum eine Rolle und wurde nicht mehr als fünf Mal aufgeboten, bis er 1953 zum Zweitligisten SC Toulon ging. Dort gelang ihm der Durchbruch ebenso wenig, sodass er sich 1954 für einen Wechsel zum Ligarivalen RCFC Besançon entschied. Zum selben Zeitpunkt kam auch sein Bruder René von Saint-Étienne aus dorthin. Bei Besançon etablierte sich Léon als Stammspieler und spielte zwei Jahre an der Seite seines Bruders, der 1955 seine Laufbahn beendete. Er selbst wartete ein weiteres Jahr, ehe er 1956 mit 27 Jahren nach 50 Erstligapartien mit 17 Toren sowie 119 Zweitligapartien mit 32 Toren den Profifußball hinter sich ließ. Anschließend trug er von 1956 bis 1958 das Trikot eines Amateurvereins aus Annemasse, bevor er zwischen 1958 und 1960 für den Schweizer Klub Urania Genève Sport spielte.